# Загрузка по сети
Загрузка по сети — это процесс загрузки компьютера из сети без использования жесткого диска. Данный метод загрузки может быть использован в маршрутизаторах или в бездисковых рабочих станциях, а также в публичных компьютерах, которые работают, например, в школах или библиотеках. Применяют данную технологию:
- для комплексной виртуализации;
- для централизованного управления дисковым пространством;
- для уменьшения затрат на приобретение или обновление компьютерного оборудования и его дальнейшей поддержки;

Современные настольные персональные компьютеры поддерживают возможность сетевой загрузки в своей прошивке, в основном, с помощью технологий PXE и iPXE. Все современные версии OS X также могут быть загружены по сети c помощью технологии NetBoot, которую поддерживает их прошивка. Для старых персональных компьютеров применяется дискета, диск или flash-накопитель, содержащее специальное программное обеспечение для загрузки по сети используя для этого технологию, такую как Etherboot.